# Косовско-метохијска бригада КНОЈ
Косовско-метохијска бригада КНОЈ формирана је 26. јануара 1945. године од одабраног људства из косовско-метохијских бригада. Њена јачина била је 1,600 бораца.
Зими и у пролеће 1945, Шеста, Седма, Осма и Косовско-метохијска бригада КНОЈ, заједно с осталим косовско-метохијским бригадама, учествовале су у ликвидирању остатака балистичких и осталих непријатељских снага на Косову и Метохији.